# Lagenandra toxicaria
Lagenandra toxicaria là một loài thực vật có hoa trong họ Ráy (Araceae). Loài này được Dalzell mô tả khoa học đầu tiên năm 1852.

## Hình ảnh

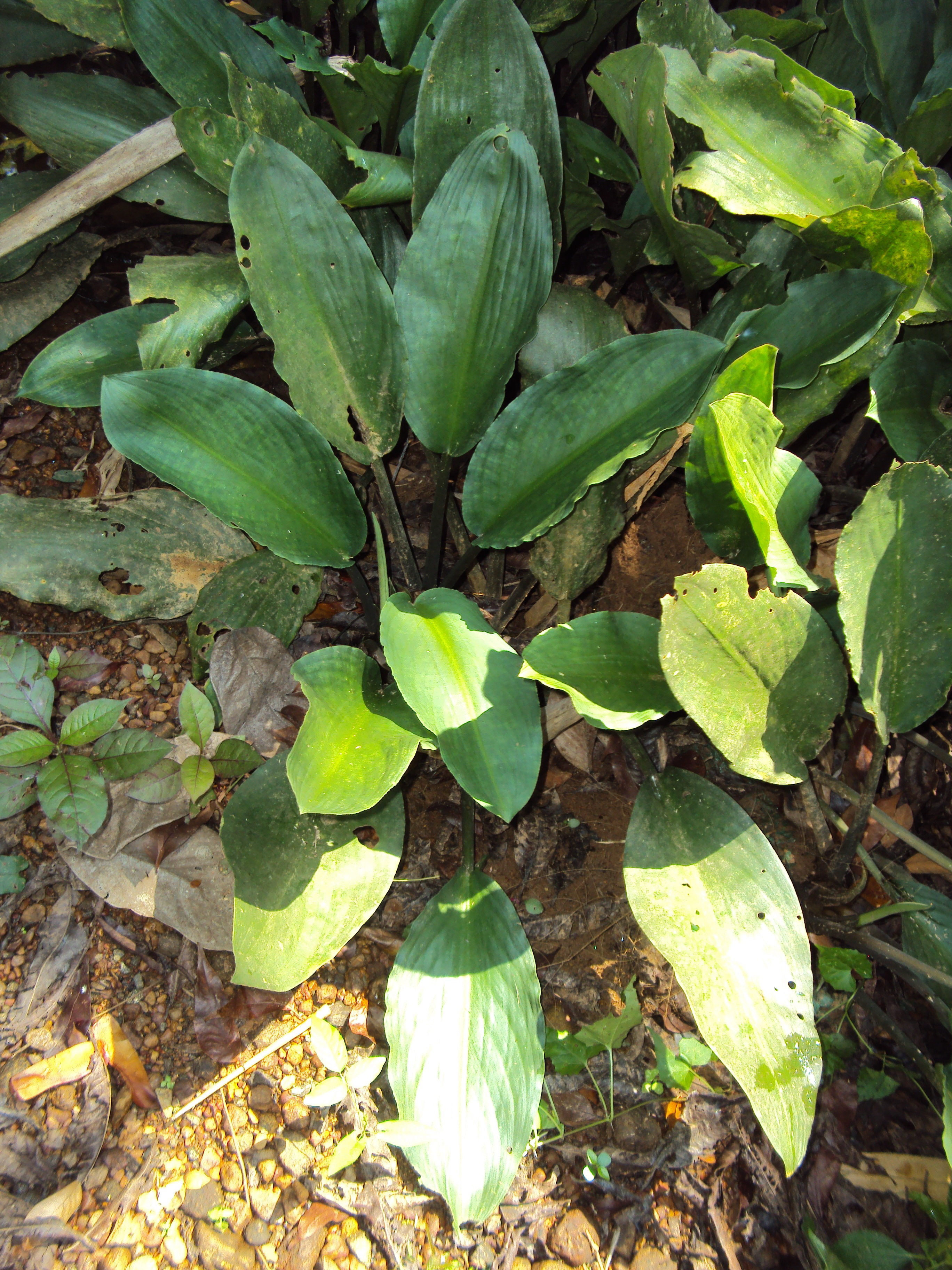
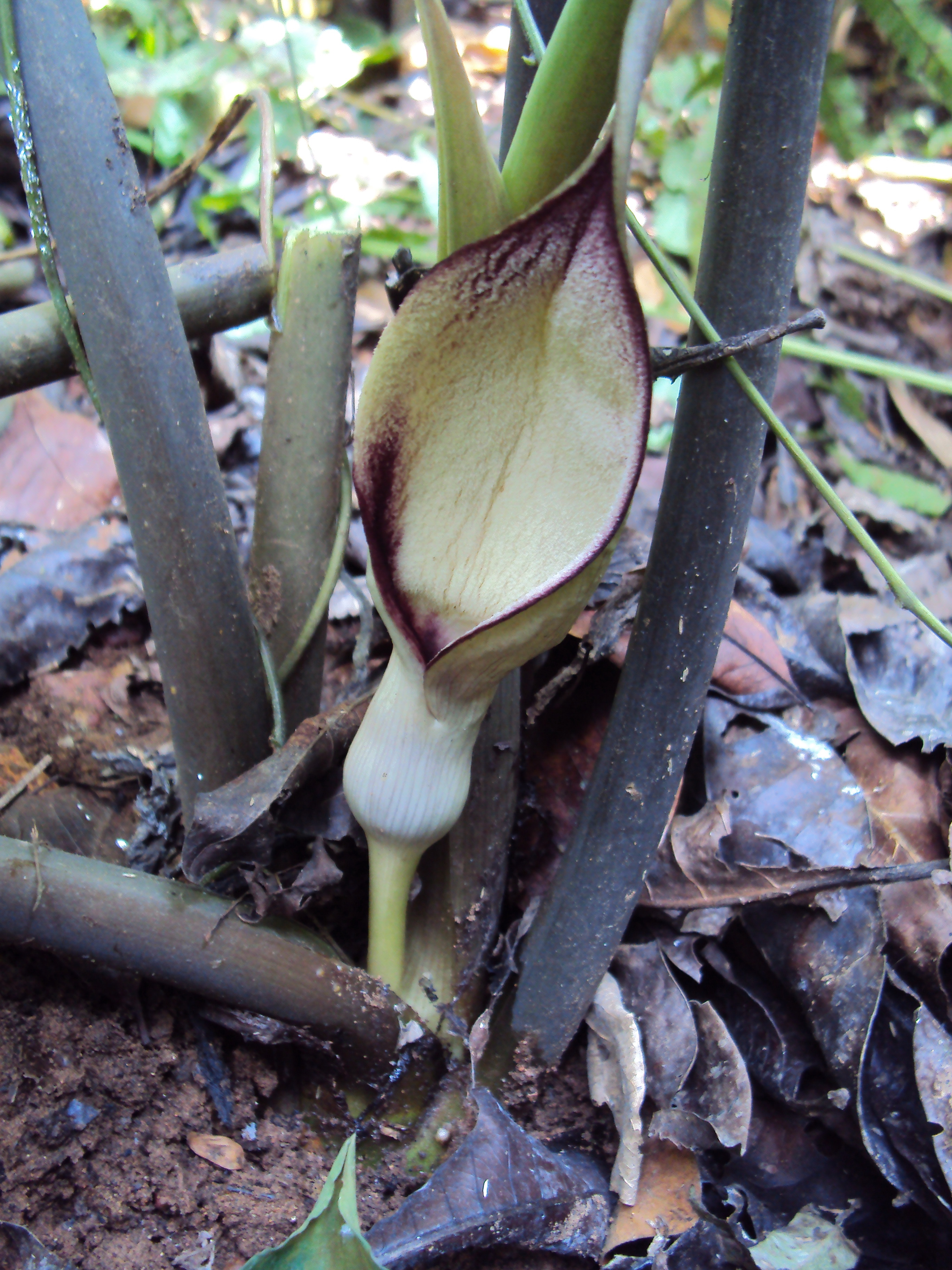
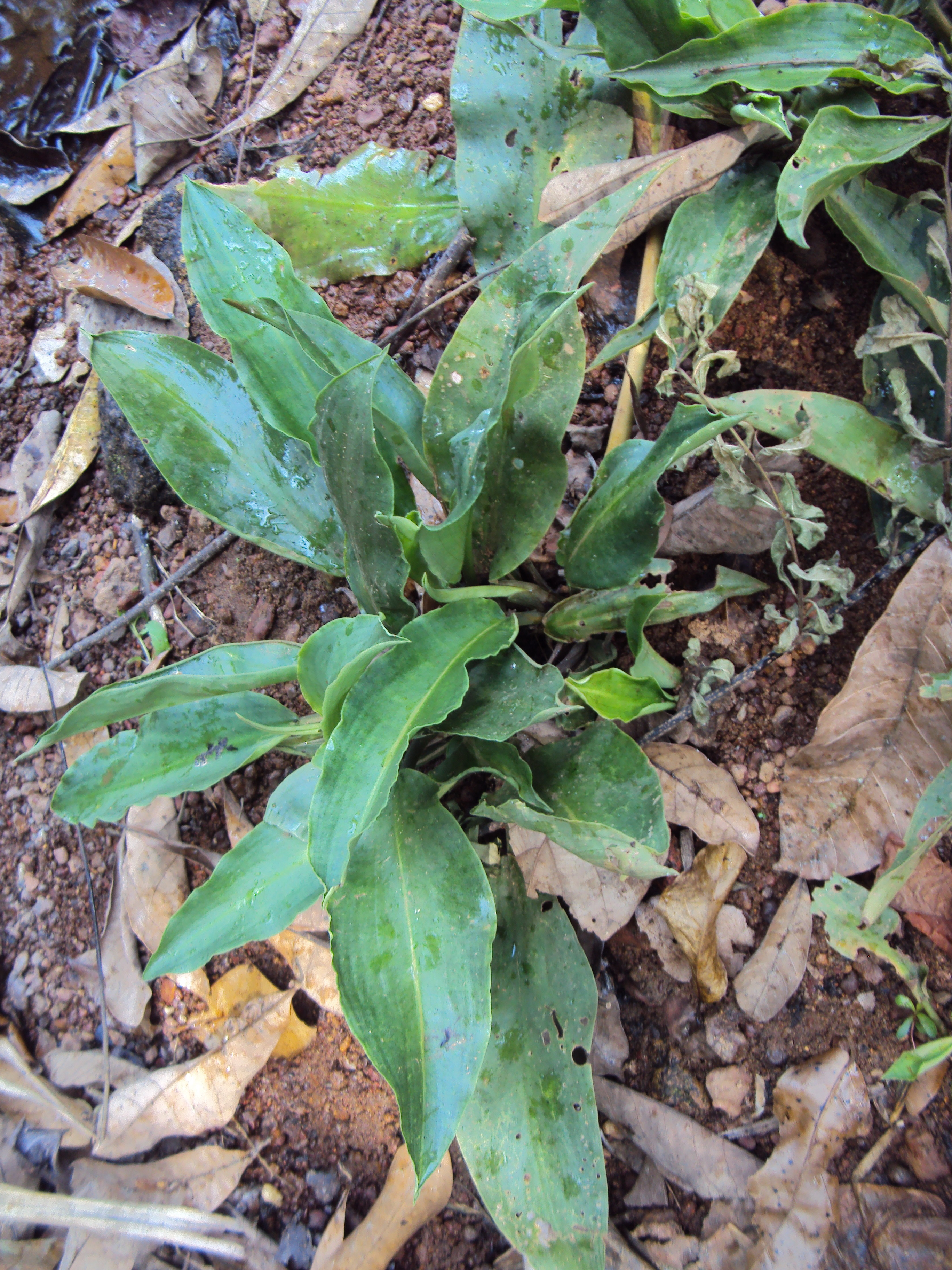
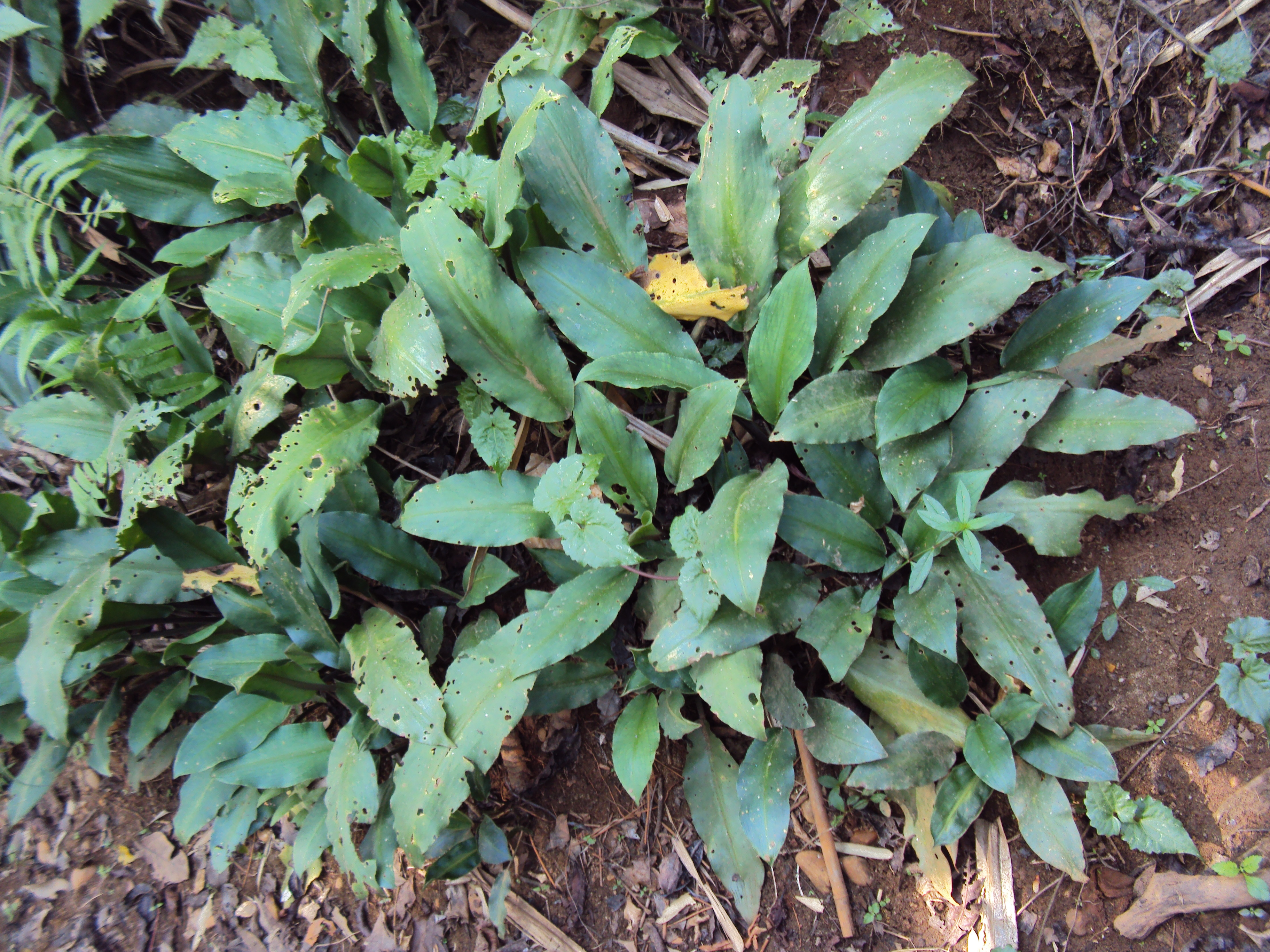